# 甲府市遊亀公園

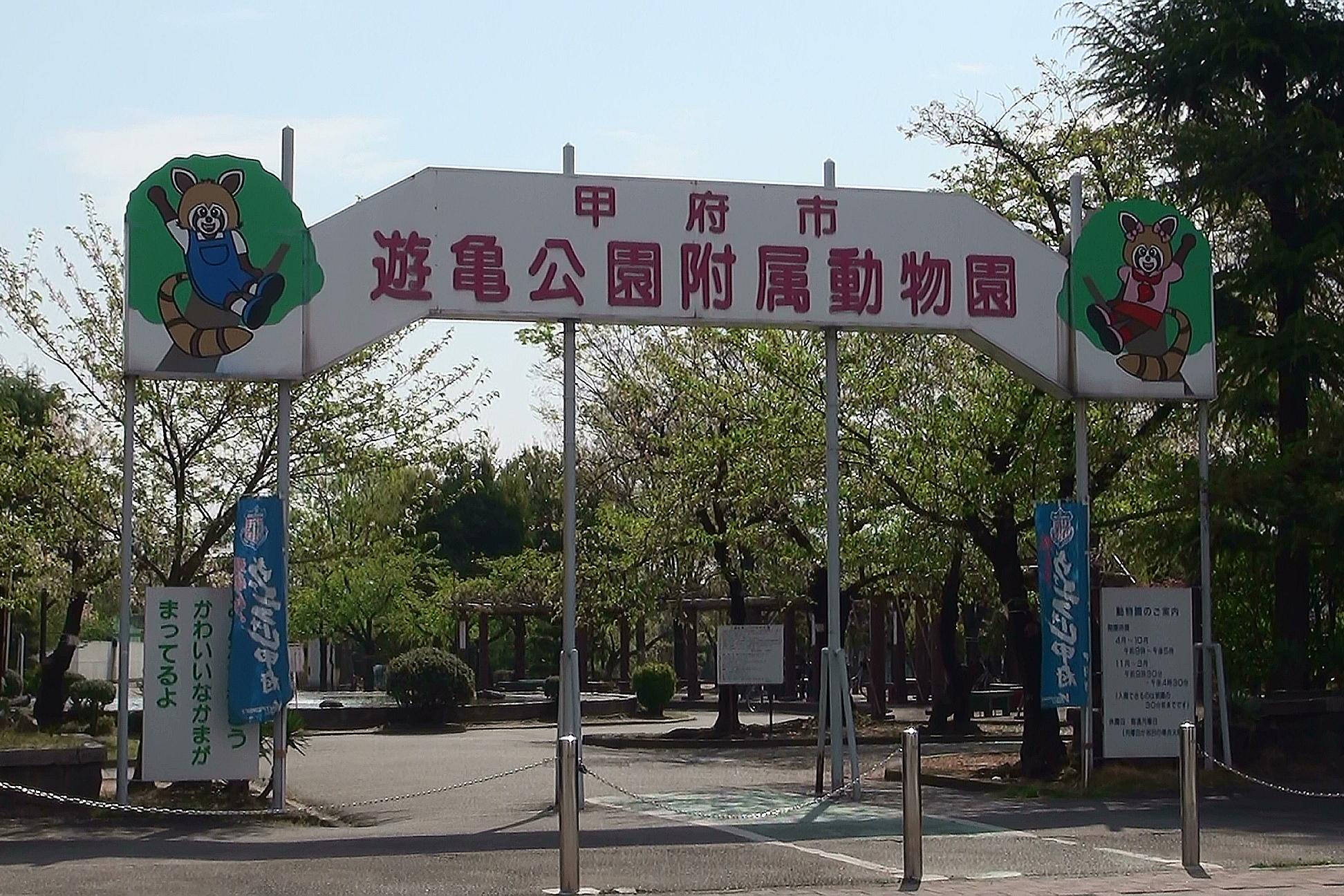
甲府市遊亀公園入口

甲府市遊亀公園（こうふし ゆうきこうえん）は、山梨県甲府市太田町にある公園。公園内各施設の管理は甲府市が行っている。

## 概要
遊亀公園は太田町公園とも呼ばれる。公園敷地は時宗寺院の一蓮寺旧境内で、近世甲府城下町の町人地（新府中）の南端にあたる寺内町。一蓮寺は甲府城の所在する独立丘陵である一条小山が旧地で、甲府城築城に際して現在地に移転された。
明治7年に境内敷地の一部が県へ移管されて公園となり、甲府城跡にある舞鶴城公園に対して命名された。大正6年には甲府市へ移管され、大正8年（1919年）には公園内の南隅に附属動物園が開園した。昭和20年7月6日の甲府空襲で被害を受け一時は廃園となるが、私設動物園として復興し、再び市営動物園として再開される。昭和29年には公園の改修が行われ、昭和32年には都市公園指定を受け、野外会館なども整備される。
毎年5月2日の夜から5日にかけて公園内にて『正の木祭』が行われ、植木市や露天等が出店し、賑わいを見せている。
かつては公園内に野外音楽堂があり、コンサート等のイベントが開催されていたが、音楽堂が上記の動物園の真横にあり、建物の老朽化と演奏が動物に与える影響等を考慮し、建物は取り壊され、客席も全て撤去し、現在は芝生広場として利用されている。また、遊亀会館という甲府市の施設もあり、当初は甲府市立図書館も併設されていた。図書館が同市内の城東地区移転された後は市役所の施設として使用されていたが、新庁舎竣工後は建物の老朽化もあり閉鎖し、こちらも取り壊され、跡地は現在公園利用者の駐車場と駐輪場となっている。